# Marie-France Carlier
Marie-France Carlier est une chimiste et biochimiste française, spécialiste de biologie cellulaire, lauréate en 1988 de la médaille d'argent du CNRS.

## Carrière
Carlier étudie la chimie à l'École supérieure de physique et de chimie industries de la ville de Paris (ESPCI). En 1976, elle obtient son doctorat à l'université Paris-Sud avec la thèse Étude physico-chimique d’une isocitrate déshydrogénase : modulation de l’activité enzymatique par les substrats et les coenzymes. Avec Terrell Hill, elle travaille sur des recherches sur la régulation de l'assemblage des microtubules et le rôle de l'hydrolyse des nucléotides. Après avoir terminé son doctorat, elle part à l'Université Cornell d'Ithaque en tant que postdoctorante dans le groupe de recherche de Gordon Hammes. Elle travaille ensuite dans le groupe de biologie cellulaire d'Ed Korn au National Heart, Lung, and Blood Institute des National Institutes of Health.
Après son passage aux USA, elle retourne au CNRS en tant que directrice de recherche, et prend la direction du Laboratoire d'Enzymologie et Biochimie Structurales où elle avait fait sa thèse. Elle a également dirigé des projets au sein du Human Frontier Science Program,.

## Travaux
Marie-France Carlier étudie la biologie cellulaire, l'actine et le remodelage de l'actine ainsi que le complexe Arp 2/3. En biologie cellulaire, son domaine de travail comprend des études sur le cytosquelette, les lamellipodes et la protéine cofiline, qui est impliquée dans la désintégration de l'actine en microfilaments, également appelés filaments d'actine. La recherche est interdisciplinaire, avec également des composantes biophysiques.
Dans ses recherches sur la régulation de l'assemblage de l'actine au cours de la motilité cellulaire, elle étudie l'arrangement des filaments d'actine in vitro afin de comprendre les processus moléculaires impliqués dans l'arrangement de l'actine au cours de la motilité cellulaire.

## Récompenses
- 1988 : Médaille d'argent du CNRS[3]
- 1989 : Ordre national du Mérite (classe chevalier)[3]
- 2001 : Élection à l'Organisation européenne de biologie moléculaire[6]
- 2009 : Prix Charles-Léopold Mayer[7], lauréate d'une ERC Advanced Grant[3].
- 2009 : Bourse avancée ERC[3]
- 2016 : Chevalière de la Légion d'honneur[4]
- 2023 : Prix Leader Research.com Biologie et Biochimie en France[5]

## Publications (sélection)
Des articles spécialisés avec la participation de Carlier ont été cités dans de nombreux articles de recherche. Les ouvrages suivants comptent parmi ses articles les plus cités :
- Dominique Pantaloni, Marie-France Carlier: How profilin promotes actin filament assembly in the presence of thymosin β4. In: Cell. Band 75, Nr. 5, 1993, S. 1007–1014.
- Herve Isambert, Pascal Venier, Anthony C. Maggs, Abdelatif Fattoum, Ridha Kassab, Dominique Pantaloni, Marie-France Carlier: Flexibility of actin filaments derived from thermal fluctuations: effect of bound nucleotide, phalloidin, and muscle regulatory proteins. In: Journal of Biological Chemistry. Band 270, Nr. 19, 1995, S. 11437–11444, doi:10.1074/jbc.270.19.11437.
- Marie-France Carlier, Valérie Laurent, Jérôme Santolini, Ronald Melki, Dominique Didry, Gui-Xian Xia, Yan Hong, Nam-Hai Chua, Dominique Pantaloni: Actin depolymerizing factor (ADF/cofilin) enhances the rate of filament turnover: implication in actin-based motility. In: The Journal of cell biology. Band 136, Nr. 6, 1997, S. 1307–1322, doi:10.1083/jcb.136.6.1307.
- Thomas P. Loisel, Rajaa Boujemaa, Dominique Pantaloni, Marie-France Carlier: Reconstitution of actin-based motility of Listeria and Shigella using pure proteins. In: Nature. Band 401, Nr. 6753, 1999, S. 613–616, doi:10.1038/44183.
- Dominique Pantaloni, Christophe Le Clainche, Marie-France Carlier: Mechanism of actin-based motility. In: Science. Band 292, Nr. 5521, 2001, S. 1502–1506, doi:10.1126/science.1059975.
- Stéphane Romero, Christophe Le Clainche, Dominique Didry, Coumaran Egile, Dominique Pantaloni, Marie-France Carlier: Formin Is a Processive Motor that Requires Profilin to Accelerate Actin Assembly and Associated ATP Hydrolysis. In: Cell. Band 118, Nr. 3, 2004, S. 419–429, doi:10.1016/j.cell.2004.09.039.
- Christophe Le Clainche, Marie-France Carlier: Regulation of actin assembly associated with protrusion and adhesion in cell migration. In: Physiological reviews. Band 88, Nr. 2, 2008, S. 489–513, doi:10.1152/physrev.00021.2007.